# ویرژینی گوتخو
ویرژینی گوتخو (انگلیسی: Virginie Amélie Avegno Gautreau; ۲۹ ژانویهٔ ۱۸۵۹ – ۲۵ ژوئیهٔ ۱۹۱۵) مدل اهل آمریکا بود. او در نیواورلئان به دنیا آمد و در هشت سالگی (۱۸۶۷) و در خلال جنگ داخلی آمریکا به همراه مادر بیوه‌اش به فرانسه رفت و در آن‌جا بزرگ شد. او در فرانسه تحصیل کرد و با پیر گوتخو که تاجری ثروتمند بود، ازدواج کرد. او سوسیالیست بود و به خاطر زیبایی‌اش شهرت داشت. او به خاطر پرتره‌ای که جان سینگر سارجنت با عنوان پرتره مادام ایکس (۱۸۸۴) از او کشید، بسیار مشهور شد. هنگام نمایش این اثر در سالن پاریس، به خاطر پذیرش این اثر، رسوایی اجتماعی به بار آمد.